# پریستیمانتیس شکم‌سیاه
پریستیمانتیس شکم‌سیاه (نام علمی: Pristimantis melanogaster) نام یک گونه از زیرراسته نوغوکان است.